# Пасвик, Мария Александровна
Мария Александровна Пасвик (Пасвик-Хлопина) (1885—1955) — советский учёный—радиохимик.

## Биография
Родилась в г. Зея Амурской области. Отец — Александр Владимирович Пасвик был врачом, а мать Анастасия Андреевна Сердюкова — фельдшерицей.
Выпускница Высших Бестужевских курсов в Петрограде (1915).
С 1912 года — лаборант микробиологической лаборатории Министерства земледелия, в 1918—1919 годах — учёный секретарь Радиевого отдела КЕПС и Радиевой комиссии, с 1919 года — учёный секретарь Коллегии по организации и эксплуатации Пробного радиевого завода.
Сотрудница и с 1920 года жена В. Г. Хлопина.
Летом и осенью 1921 года, работая на радиевом заводе в Татарстане по 14 часов в сутки, Хлопин и Пасвик переработали 1,8 рудного сырья (110 пудов) из руд тюямуюнских месторождений (Средняя Азия) и 1 декабря получили (впервые в СССР) 4,1 миллиграмма высокоактивного радия и 8 мг полуфабриката.
С 1922 года — научный сотрудник, с 1945 года — старший научный сотрудник Радиевого института.
Участница ядерной программы СССР: с 1945 года входила в бригаду В. Г. Хлопина по созданию первой советской технологии промышленного получения плутония из облученного урана.
Кандидат химических наук (1935).

## Награды
- орден Ленина (1953)
- орден Красной Звезды (21.03.1947)

## Публикации
- В. Г. Хлопин, М. А. Пасвик Труды по изучению радия 1. — Л., 1928